# آشپز (فیلم ۱۹۷۲)
آشپز (به هندی: Bawarchi) فیلمی محصول سال ۱۹۷۲ و به کارگردانی هریشیکش موکرجی است. در این فیلم بازیگرانی همچون راجش خانا، جایا باچان، آسرانی، ای. کی. هانگال ایفای نقش کرده‌اند.